# Крячок білоголовий
Крячок білоголовий (Sterna trudeaui) — вид сивкоподібних птахів підродини крячкових (Sterninae) родини мартинових (Laridae). Поширений у Південній Америці.

## Назва
Вид вперше описав американський орнітолог Джон Джеймс Одюбон у 1838 році. Його друг, доктор Джеймс де Берті Трюдо (1817—1887) з Луїзіани, надіслав йому зразки для вивчення. Одюбон назвав птаха на його честь.

## Поширення
Цей вид гніздиться в південно-східній Бразилії, Уругваї та Аргентині на південь до Патагонії, і в Чилі (від Аконкагуа до Ллянкіуе). Взимку вид мігрує на північ аж до південного Перу на західному узбережжі та Ріо-де-Жанейро, Бразилія, на східному узбережжі. Вид гніздиться лише у великих водно-болотних угіддях. Популяція оцінюється в 1000-10 000 особин.

## Опис
Вид має довжину тіла близько 35 см, вагу від 146 до 160 г і розмах крил від 76 до 78 см. Це відносно великий птах з масивною головою і товстою шиєю, переважно білий з блідо-сірим верхом, перед оком є чорна пляма, за оком темна смуга. Дзьоб чорний із жовтим кінчиком у зрілому оперенні, помаранчевий із чорною зовнішньою смугою у виводковому оперенні. У нього довгі перламутрово-білі крила й помаранчеві ноги.